# أليكس برينك
أليكس برينك (بالإنجليزية: Alex Brink)‏ هو لاعب كرة قدم أمريكية أمريكي، ولد في 2 يونيو 1985 في يوجين في الولايات المتحدة.

## وصلات خارجية
- أليكس برينك على موقع مرجع كرة القدم المحترفة.كوم (الإنجليزية)